# Eneas (kulle i Antarktis)
Eneas är en kulle i Antarktis. Den ligger i Västantarktis. Argentina, Chile och Storbritannien gör anspråk på området. Toppen på Eneas är 535 meter över havet.
Terrängen runt Eneas är lite bergig. Trakten är obefolkad. Det finns inga samhällen i närheten. 